# Кадыржанов, Адиль Русланович
Адиль Русланович Кадыржанов (кирг. Адыл Кадыржанов; род. 14 июля 2000, Саратов) — киргизский футболист, полузащитник клуба «Дордой».

## Биография
Воспитанник академии клуба «Дордой», где занимался с 2013 по 2017 годы. С 2017 по 2020 год выступал на правах аренды за «Алгу». Играл как за основную команду в чемпионате Кыргызстана, так и за вторую команду в Первой лиге Кыргызстана. В 2020 году стал игроком «Алги» на постоянной основе. Вместе с командой становился серебряным призёром чемпионата Кыргызстана 2020 года и финалистом Кубка Кыргызстана 2021 года.
В январе 2023 года вернулся в «Дордой», заключив годичный контракт.

## Достижения
- Серебряный призёр чемпионата Кыргызстана: 2020
- Финалист Кубка Кыргызстана: 2021